# Операция «Золотой фазан»
Операция «Золотой Фазан» — военная операция США 1988 года по экстренной переброске войск на территорию Гондураса в целях защиты логистики движения «Контрас» в ответ на атаки никарагуанцев.

## История
В начале марта 1988 года сандинистское никарагуанское правительство начало операцию «Данто 88» по захвату складов снабжения повстанцев в регионе Сан-Андрес де Бокай (англ. San Andrés de Bocay).
США, под руководством президента Рональда Рейгана, экстренно развернули части 7-й легкой пехотной дивизии без предварительного уведомления. Эта небольшая группа быстро приземлилась на авиабазе Палмерола (ныне известной как авиабаза Сото-Кано) и была отправлена на военную базу Гондураса для охраны местного генерала. Международное подразделение специальных операций, возглавляемое Орландо Лентини, и авиационные ресурсы Объединенной оперативной группы Браво (JTF-B), размещенные на базе Палмерола, работали вместе с 7-й дивизией и находились на месте несколько дней, до прибытия частей 82-й воздушно-десантной дивизии. Развертывание переросло в учения с боевыми стрельбами, солдаты легкой пехоты, десантники и спецназ были готовы к бою, что заставило сандинистов быстро отступить через границу.

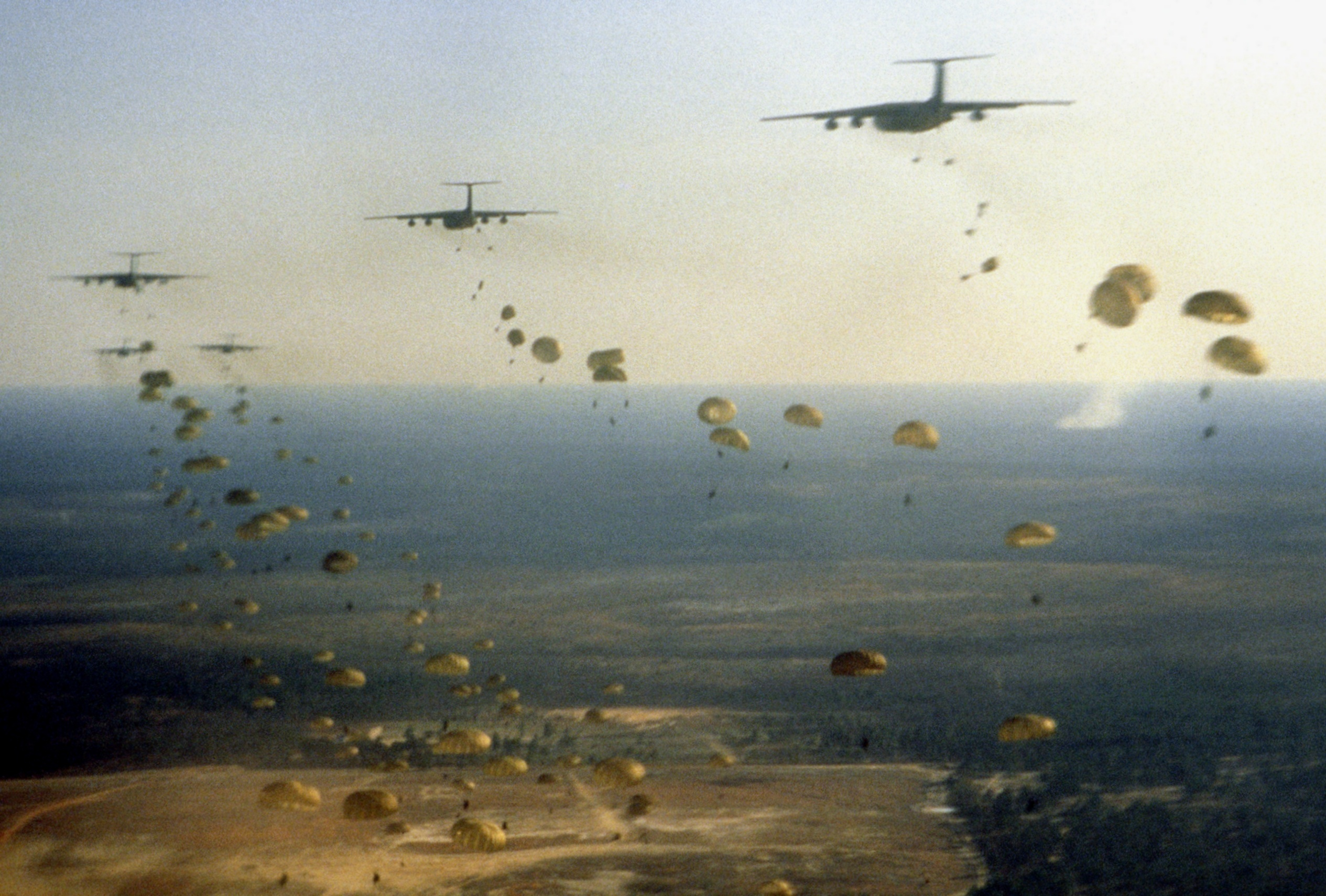
Десантирование из Lockheed C-141B Starlifter батальонов 1 и 2, 504-го парашютного полка, 82-й Воздушно-десантной дивизии ВВС США, 1 марта 1988 года

1-й и 2-й батальоны 504-го парашютного пехотного полка и рота С 3-го батальона 505-го парашютного пехотного полка 82-й воздушно-десантной дивизии были дополнены солдатами из 2-го батальона 9-го пехотного полка, 2-го и 3-го батальонов 27-го пехотного полка 7-й легкой пехотной дивизии из Форт-Орда, Калифорния.
17 марта 1-й батальон приземлился на базе Палмерола. 2-й батальон прыгнул на аэродром в тот же день, получив только одно раненое — командир сломал ногу при приземлении. Солдаты 27-го пехотного полка спустились с вертолетов на авиабазу 17 марта 1988 года и быстро перебрались к никарагуанской границе. 2/27 пехоты тренировался с 11-м пехотным батальоном Гондураса в Сан-Лоренцо, 3/27 пехоты тренировался с 9-м пехотным батальоном Гондураса в Хамастране, 2/504 воздушно-десантной пехоты тренировался с 2-м воздушно-десантным батальоном Гондураса в Тамаре, а 1/504 тренировался с 16-м пехотным батальоном Гондураса в Хутигальпе.
Перед развертыванием боевых сил США направили инженерную оперативную группу (20-я инженерная бригада из Форт-Брэгга, Северная Каролина) из примерно 1100 солдат для Ахуас Тара 88, ежегодных учений, направленных на помощь Гондурасу. Инженеры занимались строительством дорог, мостов, портов и зданий, чтобы укрепить доверие с союзными силами и получить практический опыт развертывания и работы в сложных условиях. Инженерная группа поддерживала развертываемые боевые силы инженерными, логистическими и коммуникационными войсками. Когда боевые силы вернулись, инженеры продолжили свою миссию.
Подразделения 82-й воздушно-десантной дивизии и 504-го начали интенсивные учения с приказом избегать боев на границе. Если бы эти приказы изменились, десантники и пехотинцы были готовы к бою, но вторгшиеся сандинистские войска уже начали отступление. В течение нескольких дней сандинистское правительство заключило перемирие с лидерами Контрас, и к концу марта 7-я пехотная дивизия вернулась в Форт-Орда, Калифорния, а десантники 82-й вернулись в Форт-Брэгг.

## Задействованные силы
Подразделения армии США:
- Элементы роты C, 214-го авиационного полка, 1-го корпуса, назначенные в JTFB на авиабазе Палмерола
- Элементы 9-го авиационного батальона, 9-го авиационного полка, 9-й пехотной дивизии, назначенные в JTFB на авиабазе Палмерола
- 2-й батальон 9-го пехотного полка, 7-я легкая пехотная дивизия
- Штаб и штабная рота 9-го пехотного полка, 7-я легкая пехотная дивизия
- Рота B, 6/8 полка полевой артиллерии, 7-я легкая пехотная дивизия 13-й инженерный батальон
- 1-й батальон 504-го парашютного пехотного полка, 82-я воздушно-десантная дивизия
- 2-й батальон 504-го парашютного пехотного полка, 82-я воздушно-десантная дивизия
- Рота C, 3-й батальон 505-го парашютного пехотного полка, 82-я воздушно-десантная дивизия
- Рота A, 3-й батальон 505-го парашютного пехотного полка, 82-я воздушно-десантная дивизия
- Штабная рота (HHC), 3-й батальон 505-го парашютного пехотного полка, разведывательный взвод
- Рота D, 1-й батальон 325-го воздушно-десантного пехотного полка, 82-я воздушно-десантная дивизия
- Взвод общей поддержки (GS), 782-й ремонтный батальон, 82-я воздушно-десантная дивизия
- Рота B, 307-й медицинский батальон, 82-я воздушно-десантная дивизия
- Взвод общей поддержки (GS), 82-я военная полиция, 82-я воздушно-десантная дивизия
- Рота B, 407-й батальон снабжения и транспортировки, 82-я воздушно-десантная дивизия
- Рота C и элементы штаба, 3-й батальон (воздушно-десантный), 73-й броневой полк, 82-я воздушно-десантная дивизия
- 3-й батальон 9-го пехотного полка, 7-я легкая пехотная дивизия
- 2-й батальон 27-го пехотного полка, 7-я легкая пехотная дивизия
- 3-й батальон 27-го пехотного полка, 7-я легкая пехотная дивизия
- 21-я военная полиция (воздушно-десантная), 503-й батальон военной полиции, 16-я бригада военной полиции (воздушно-десантная)
- 313-й батальон военной разведки, 82-я воздушно-десантная дивизия
- Рота A, 1/14 полка полевой артиллерии, 24-я пехотная дивизия
- Рота B, 3-й батальон 319-го воздушно-десантного полка полевой артиллерии, 82-я воздушно-десантная дивизия
- Рота A, 1-й батальон 9-го пехотного полка, 7-я легкая пехотная дивизия с элементами штаба и штабной роты 1-го батальона 9-го пехотного полка
- Объединенная оперативная группа Браво, 401-я рота военной полиции
- 7-я группа специальных операций (воздушно-десантная)
- 2-й батальон 9-го авиационного полка
- 864-й инженерный батальон (боевой, тяжелый)
- 1-й эскадрон 17-го кавалерийского полка (воздушно-десантный, авиационный)
- 988-я рота военной полиции, 3-й взвод
- 937-я инженерная группа Рота C, 426-й сигнализационный батальон (переназначена из поддержки учений Ahuas Tara 88)
- HHC 50-й сигнализационный батальон (воздушно-десантный, электронный техник 18-го воздушно-десантного корпуса)
- Взвод командного пункта нападения, рота A, 50-й сигнализационный батальон (воздушно-десантный)
- Рота A, 307-й инженерный батальон, 82-я воздушно-десантная дивизия
- Рота A, 2-й батальон 62-го полка артиллерии противовоздушной обороны, группы "Стингер", 7-я легкая пехотная дивизия (уже развернута в стране в поддержку Ahuas Tara)
- 27-й инженерный батальон (боевой) (воздушно-десантный)
- Рота B, 11-й инженерный батальон (боевой, тяжелый)
- HHC, 20-я инженерная бригада
- Рота C, 426-й сигнализационный батальон
- 235-я сигнализационная рота (спутниковая связь)

Подразделения корпуса морской пехоты США:
- 2-й батальон 7-й морской пехоты
- 2-й батальон 5-й морской пехоты

Подразделения ВВС США:
- 113-й авиационно-инженерный эскадрон (Национальная гвардия округа Колумбия)
- 1352-й авиационно-аудиовизуальный эскадрон
- 3-й MAPS, авиабаза Поуп
- Отдел 1, 507-е тактическое авиационное управление, авиабаза Поуп
- 183-й эскадрон воздушного транспорта (Национальная гвардия Миссисипи)
- 437-е военно-транспортное крыло, авиабаза Шарлстон; 0306-й эскадрон заправки в воздухе, авиабаза Алтус.